# Beykoz
Beykoz é um distrito de Istambul, na Turquia, situado na parte asiática (Anatólia) da cidade, banhada a leste pelo estreito do Bósforo e a norte pelo mar Negro. Tem 311,8 km² de área e em 2023 estimava-se que possuía mais de 245 mil habitantes (densidade: 787,8 hab./km²).